# 志田友美
志田 友美（しだ ゆうみ、1997年2月11日 - ）は、日本のファッションモデル、女優、元アイドルであり、女性向けファッション雑誌『Popteen』の元専属モデル、女性アイドルグループ「夢みるアドレセンス」の元メンバー。
岩手県一関市出身。身長161cm。血液型AB型。NRC PRODUCTION 所属 。既婚。

## 略歴
2008年、第16回ピチモオーディショングランプリ受賞。
2009年、『トライアングル』でテレビドラマ初出演。
2012年6月、アイドル音楽劇グループ「夢みるアドレセンス」のメンバーとなる。
2013年4月号、表紙登場回数28回歴代1位の記録を残し『ピチレモン』を卒業。同年5月1日発売の『Popteen』6月号より専属モデルとなる。ピチモ出身者としては、前田希美に続く2人目。同年10月より放送開始の『仮面ライダー鎧武/ガイム』にヒロイン・高司舞役で出演。
2014年9月22日、初のソロ写真集『YUUMI』が発売。
2015年4月22日、高司舞（CV.志田友美）名義で初のソロ歌唱曲「Lights of my wish」が発売。同年4月29日、国立代々木競技場第一体育館にて開催された日本最大級のファッション&音楽イベント『GirlsAward 2015 SPRING/SUMMER』にモデル出演。
2016年7月6日、東京女子流の新井ひとみとの夏期限定ユニット「志田サマー新井サマー」の結成にともない、シングル「灼熱サマー 〜SUMMER KING × SUMMER QUEEN〜」が発売。
2019年4月1日、平成31年度から希望郷いわて文化大使に就任。同年6月15日、『夢みるアドレセンス TOUR LIVE 2019 SEVEN STAR 岩手公演 凱旋ライブ』が盛岡・CLUB CHANGE WAVEで行われた。同年12月20日、夢みるアドレセンスを卒業。同年9月『FLASH』の表紙を飾る。
2021年5月12日、セルフプロデュースの写真集『RESTART』（KADOKAWA）を発売。同年6月30日をもって所属事務所タンバリンアーティスツとの専属契約を終了。同年11月1日、自身のオフィシャルサイトを開設。
2022年4月1日、個人YouTubeチャンネルを開設。同年4月29日、一般男性との結婚と第1子妊娠を公表。同年7月30日、第1子女児の出産を報告。

## 人物
- 家族構成は父、母、姉、弟、妹[19]。2022年に結婚[16]。
- 好きな食べ物は野菜炒め[20]、ポテロング[21]、ラーメン二郎、たまご、ネギ。
- 好きな言葉は「ありがとう」[20]。
- 好きなキャラクターはハローキティ。
- 将来の夢はファッションリーダー的存在になること。
- 生まれて初めて使ったハンドルネームは「ぶっ飛び系卍ゆんぺろ」。
- 同じくピチモ（雑誌『ピチレモン』のモデル）の荻野可鈴と仲がよく、撮影の後も新幹線の駅までは一緒に帰る。
- 人見知りをする性格で、『仮面ライダー鎧武/ガイム』で共演した高杉真宙とは互いに人見知りであったため撮影開始から2ヶ月ほどは会話をすることが出来なかったという[22][3]。

## ディスコグラフィ

### キャラクターソング
| 発売日        | 商品名                                | 歌                 | 楽曲                  | 備考                                                                   |
| ------------- | ------------------------------------- | ------------------ | --------------------- | ---------------------------------------------------------------------- |
| 2015年4月22日 | Unperfected world / Lights of my wish | 高司舞（志田友美） | 「Lights of my wish」 | オリジナルビデオ『鎧武外伝 仮面ライダー斬月/仮面ライダーバロン』挿入歌 |

### 参加楽曲
| 発売日        | 商品名                                    | 歌                                                         | 楽曲                                                               | 規格      | 規格品番     |
| avex trax     | avex trax                                 | avex trax                                                  | avex trax                                                          | avex trax | avex trax    |
| ------------- | ----------------------------------------- | ---------------------------------------------------------- | ------------------------------------------------------------------ | --------- | ------------ |
| 2014年12月3日 | SURPRISE-DRIVE                            | Mitsuru Matsuoka EARNEST DRIVE with TEAM ドライブ and 鎧武 | 「sing my song for you ～サヨナラの向こう側まで～」                | CD+DVD    | AVCD-83135B  |
| 2014年12月3日 | SURPRISE-DRIVE                            | Mitsuru Matsuoka EARNEST DRIVE with TEAM ドライブ and 鎧武 | 「sing my song for you ～サヨナラの向こう側まで～」                | CD        | AVCD-83136   |
| 2016年7月6日  | 灼熱サマー ～SUMMER KING × SUMMER QUEEN～ | 志田サマー新井サマー                                       | 「灼熱サマー ～SUMMER KING × SUMMER QUEEN～」 「今夜は午前サマー」 | CD+DVD    | AVCD-83627/B |
| 2016年7月6日  | 灼熱サマー ～SUMMER KING × SUMMER QUEEN～ | 志田サマー新井サマー                                       | 「灼熱サマー ～SUMMER KING × SUMMER QUEEN～」 「今夜は午前サマー」 | CD        | AVCD-83630   |

## 出演

### テレビ
- すイエんサー（2010年7月27日 - 2017年度、NHK教育） - すイエんサーガールズ
- 痛快TV スカッとジャパン（2018年8月27日、フジテレビ）

### テレビドラマ
- トライアングル（2009年1月6日 - 3月17日、関西テレビ） - 葛城佐智絵 役
- 月曜ゴールデン 刑事シュート3 しゅうと&ムコの事件日誌（2011年7月25日、TBS） - 唐沢明日香（少女期） 役
- 仮面ライダーシリーズ
  - 仮面ライダー鎧武/ガイム（2013年10月6日 - 2014年9月28日、テレビ朝日） - 高司舞（始まりの女） 役（二役）
  - 烈車戦隊トッキュウジャーVS仮面ライダー鎧武 春休み合体スペシャル（2014年3月30日、テレビ朝日） - 高司舞 役
- きみはペット（2017年2月6日 - 6月19日、フジテレビ） - 澁澤ルミ 役
- 刑事7人（第3シリーズ） 第6話（2017年8月16日 、テレビ朝日） - 店員 役[23]
- 鉄神ガンライザー零（2017年10月15日 - 2018年1月14日、テレビ岩手） - 主演・石神桜花 役
- 咲-Saki-阿知賀編 episode of side-A（2017年12月 - 2018年1月、MBS / TBS） - 大星淡 役
- 鉄神ガンライザー東北ヒーローズ（2018年9月9日 - 12月16日、テレビ岩手） - 石神桜花 / 鉄神ガンライザーSAKURA 役

### 映画
- 仮面ライダーシリーズ
  - 仮面ライダー×仮面ライダー 鎧武&ウィザード 天下分け目の戦国MOVIE大合戦（2013年12月14日公開、東映） - 高司舞 / 始まりの女 役（二役）
  - 平成ライダー対昭和ライダー 仮面ライダー大戦 feat.スーパー戦隊（2014年3月29日公開、東映） - 高司舞 役
  - 劇場版 仮面ライダー鎧武 サッカー大決戦!黄金の果実争奪杯!（2014年7月19日公開、東映） - 高司舞 役
  - 仮面ライダー×仮面ライダー ドライブ&鎧武 MOVIE大戦フルスロットル（2014年12月13日公開、東映） - 高司舞 役
- 脳漿炸裂ガール（2015年7月25日公開、KADOKAWA） - 味田レイコ 役
- トイレの花子さん新章〜花子VSヨースケ〜（2016年7月2日公開、楽天SHOWTIME 株式会社チャンスイン） - 主演・雫音 役
- 「超」怖い話2 第壱話「軋み」（2017年8月19日公開、ブラウニー） - 主演・香澄 役
- 咲-Saki-阿知賀編 episode of side-A（2018年1月20日公開、ティ・ジョイ） - 大星淡 役
- 馬の骨（2018年6月2日公開、株式会社オフィス桐生） - 稲森タミコ 役

### アニメ
- しまじろうヘソカ（2010年4月5日 - 2012年3月26日、テレビせとうち制作 / テレビ東京系） -「キラモテチェック」彼女自身 役, 「おしえて!3しまい」 三女リカ 役
- 一期一会〜キミノコトバ〜（2010年10月24日 - 2011年1月30日、キッズステーション） - みーこ、もーりぃ 役

### ゲーム
- ザクセスヘブン（2015年夏） - 紡流こころ 役[24]

### CM
- ニンテンドーDS 牧場物語 ようこそ!風のバザールへ（2008年11月 - 2009年11月、マーベラスエンターテイメント）
- 海宝漬中村家 お歳暮（2017年10月26日、中村家） ※地元岩手県で撮影
- 東北楽天ゴールデンイーグルス テレビCM「Eユニダンス踊ってみた」篇[25]
- はなまるリビング（2022年4月） 岩手県限定

### 舞台
- 美少女コメディ倶楽部 第1回公演「入学金無料! 授業料無料! 私立グリグリ学園」（2012年5月4日 - 6日、新宿文化センター 小ホール） - ゆうみ 役
- 演劇ユニットMOSH vol.4「知りすぎていた男」（2013年2月28日 - 3月3日、しもきた空間リバティ）

### オリジナルビデオ
- 鎧武/ガイム外伝 仮面ライダー斬月/仮面ライダーバロン（2015年4月22日発売、東映ビデオ） - 高司舞 役

### 自身がモデルになった作品
- うちらのオーディション物語（2012年1月20日、学研）ISBN 978-4-05-203547-0

### ネット配信
- ブーブー★キッズ イメージガール（2011年、TBS）
- 東京女子流 「ひとみのおもてなし」（2016年5月17日・6月14日、SHOWROOM）
- 夢みるアドレセンス公式チャンネル

### イベント
- タンバリンマニア03（2008年9月27日、秋葉原GOODMAN）
- タンバリンサマーフェス2009（2009年8月21日 第1部14:00〜 / 第2部19:00〜、北沢タウンホール）
- タンバリンマニア04（2009年1月12日、西新宿クロスロード）
- タンバリンマニア・sizeS（2009年3月15日、秋葉原GOODMAN）
- 秋は文化祭 TM05 〜今年のテーマは「夏の忘れ物」〜（2009年11月3日、アイピット目白）
- タンバリンマニア06 バレンタインは渋谷でねっ。（2010年2月14日、渋谷JPOP-CAFE）
- ピチレモン25周年イベント ☆ピチレモン×MEGA WEB☆ 『MEGAたのし〜春休みガールズピチフェスタ』（2010年3月20日 - 4月4日、MEGA WEB トヨタシティショーケース1階メガステージ）
- タンバリンマニア007 〜麻布十番より愛をこめて〜（2010年6月20日、アトリエフォンテーヌ）
- レイクタウン×ピチレ夏祭りイベント（2010年8月7日 - 8日、越谷イオンレイクタウン）
- 「丸の内キッズフェスタ2010」「赤坂ビッグバン〜夏サカス2010〜」（2010年8月19日、東京国際フォーラム・赤坂サカス）
- タンバリンマニア08 下北沢で見てね、聴いてね、歌ってね!（2010年9月5日、下北沢ReG）
- タンバリンマニア009 あとは勇気だけだ!（2010年11月28日 昼の部「黒い幽霊編」第1部13:00〜 / 夜の部「天使編」17:00〜、中目黒キンケロ・シアター）
- すイエんサーECOパーク歌＆スゴ技ライブ!（2013年6月1日、NHK放送センター）
- Galaxy World Tour 2015 TOKYO（2015年）[26]
- ミュージックパーク × TOKYO IDOL PROJECT in SENDAI（2016年5月29日、仙台PIT） ※志田サマー新井サマーとして出演。
- ミナサマーとの夏の灼熱交流会（2016年7月16日・17日、音部屋スクエア）
- Girls Summer Festival by GirlsAward（2016年7月29日、国立代々木競技場第二体育館） ※志田サマー新井サマーとして出演。
- TOKYO IDOL FESTIVAL 2016（2016年8月5日 - 7日、お台場・青海周辺エリア） ※志田サマー新井サマーとして出演。
- 志田サマー新井サマー LAST LIVE2016〜あの日見たサマーを僕達は忘れない〜（2016年9月17日、新宿BLAZE）

### 玩具
- 仮面ライダー鎧武 DX極ロックシード（2014年、BANDAI） - 始まりの女の声 役
- COMPLETE SELECTION MODIFICATION 戦極ドライバー（2021年3月、バンダイ） - 始まりの女の声 役

## 書籍

### 写真集
- あかゆうSTYLE（2013年3月22日、太陽図書）山田朱莉と共演 ISBN 978-4813082064
- YUUMI（2014年9月22日、集英社） ISBN 978-4087807387
- RESTART（2021年5月12日、KADOKAWA）ISBN 978-4046051158

### 雑誌
- ピチレモン（2008年6月号 - 2013年4月号、学研）専属モデル
- わが子の教育（2008年6月、学研）
- Popteen（2013年6月号 - 、角川春樹事務所）専属モデル

### ムック本
- pure2 ピュア☆ピュア Vol.50（2008年9月6日、辰巳出版）ISBN 978-4777805693
- pure2 ピュア☆ピュア Vol.51（2009年11月7日、辰巳出版）ISBN 978-4777806003
- pure2 ピュア☆ピュア Vol.52（2009年1月9日、辰巳出版）ISBN 978-4777806249
- pure2 ピュア☆ピュア Vol.56（2010年1月30日、辰巳出版）ISBN 978-4777807536
- かんたん! ちょッ早! めちゃカワ♡ ヘアアレンジ（2010年7月31日、学研）ISBN 978-4056060164

### 文庫
- 王子様とネクタイ条約（著：柚木ミナ、2012年9月27日、魔法のiらんど文庫） - カバーモデル

### ユニットメンバー
1. ↑  佐野岳、小林豊、志田友美、竹内涼真、内田理央、上遠野太洸、蕨野友也、松島庄汰